# Мелёхин, Геннадий Михайлович
Геннадий Михайлович Мелёхин (31 марта 1936 — 4 сентября 2018) — советский и российский театральный актёр, народный артист РСФСР (1982).

## Биография
Геннадий Михайлович Мелёхин родился 31 марта 1936 года в городе Рузаевка Мордовской АССР. В 1960 году закончил Ленинградский театральный институт имени А. Н. Островского по специальности актёр драмы (класс Б. Е. Жуковского).
После окончания института вошёл в труппу Государственного русского драматического театра Мордовской АССР.
Играл в Челябинском театре драмы им. С. М. Цвиллинга, Свердловском театре драмы, Красноярском музыкально-драматическом театре (Красноярск-26).
В 1984—2006 годах выступал в Русском драматическом театре Карельской АССР (позже Русский театр драмы Республики Карелия). Участвовал в телеспектаклях, был режиссёром-постановщиком ряда спектаклей и концертных программ.
Умер 4 сентября 2018 года в Петрозаводске.

## Награды и премии
- Заслуженный артист Мордовской АССР (1963).
- Заслуженный артист РСФСР (19.08.1976).
- Народный артист РСФСР (26.11.1982).
- Почётная грамота Республики Карелия (2001).

## Работы в театре
- 1984 — «Сокровище Бразилии» М. Машаду — Садовник
- 1985 — «Рядовые» А. Дударева — Дервоед
- 1986 — «Мастер и Маргарита» по М. А. Булгакову — Берлиоз
- 1989 — «Кабала святош» М. Булгакова — Мольер
- 1992 — «Ах, бэби! (Крошка)» Ж. Летраза — Эдмонд Фонтанж
- 1993 — «Когда лошадь теряет сознание» Ф. Саган — Генри-Джеймс Честерфилд
- 1993 — «Грехопадение» по В. Набокову — Зегелькранц
- 1994 — «Оскар» К. Манье — Бертран Барнье
- 1996 — «Публике смотреть воспрещается» Ж. Марсана — Эрве Монтэнь
- 1997 — «Банкрот» А. Островского — Большов
- 1997 — «Горбун» С. Мрожека — Незнакомец
- 2001 — «Салон месье Амедея» А. Рейно-Фуртона
- «А зори здесь тихие» по Б. Васильеву — Васков
- «Разлом» Б. Лавренёва — Годун
- «Океан» А. Штейна — Часовников
- «Леди Макбет Мценского уезда» по Н. Лескову — Зиновий Борисович
- «Кадриль» В. Гуркина — Николай Звягинцев
- «Последний пылкий влюблённый» Н. Саймона — Барни Кэтмен
- «Что тот солдат, что этот» Б. Брехта